# Moldjord
Moldjord est une localité du comté de Nordland, en Norvège.

## Géographie
Administrativement, Moldjord fait partie de la kommune de Beiarn.

## Climat
Le type de climat est dominé par la saison hivernale, une longue période très froide avec des journées courtes et claires, relativement peu de précipitations, principalement sous forme de neige, et une faible humidité. Le sous-type de la classification climatique de Köppen pour ce climat est « Dfc » (climat subarctique continental).